# División Panzer Tatra
La División Panzer Tatra, más tarde División Panzer de Entrenamiento Tatra, fue una división blindada del Heer formada en Moravia en agosto de 1944. La división se formó apresuradamente durante la Insurrección nacional eslovaca de 1944 cuando los alemanes temían que Eslovaquia pudiera separarse de las potencias del Eje y abrir el camino para el avance del Ejército Rojo. Después de una breve campaña de castigo contra los eslovacos, la división se convirtió en una formación de entrenamiento. En marzo de 1945, se reorganizó como la 232.ª División Panzer y se perdió luchando en el oeste de Hungría.

## Historia

### División PanzerTatra
La división se formó como un grupo de batalla de emergencia (en alemán: Alarmkampfgruppe) en torno a un núcleo de veteranos de la 1.ª División Panzer, las unidades de la 178.ª División Panzer y el personal de las instalaciones de entrenamiento de Kleine Karpaten en Malacky. Otro personal, según Samuel Mitcham, "vino de todas partes del mapa". El único batallón de tanques de la división tenía 28 tanques Panzer III y Panzer IV, ya obsoletos, y tres Tiger I. La división comenzó reprimiendo la resistencia en el sur de Moravia y el 29 de agosto de 1944 se trasladó a Žilina al noroeste de Eslovaquia.
La división improvisada se desempeñó bien contra el levantamiento eslovaco. Aplastó a los eslovacos, que estaban siendo ayudados por asesores soviéticos, y recuperó Bratislava (en alemán: Pressburg). Después de este éxito inicial, la división se reorganizó como una división de entrenamiento (en alemán: Panzer-Feldausbildungs-Division Tatra). La división incorporó el mando del XVII Cuerpo Panzer y su infantería mecanizada y unidades de distritos militares del interior; los hombres del 1.º Panzer finalmente abandonaron la Tatra. La división permaneció en Eslovaquia hasta finales de 1944. En marzo de 1945 (o, según diferentes fuentes, el 21 de febrero de 1945), la división se reorganizó en la 232.ª División Panzer de Reserva.

### 232.ª División Panzer
Después de la reorganización, los antiguos regimientos de entrenamiento de la Tatra (82.º y 85.º Regimientos de Entrenamiento) también se reorganizaron y fueron rebautizados como los 101.º y 102.º Panzer Grenadiers. Las unidades auxiliares (flak, etc.) conservaron sus números Tatra originales. La unidad fue enviada apresuradamente para unirse a las reservas del Grupo de Ejércitos Sur y casi de inmediato fue lanzada al combate junto con el 8.º Ejército.
El 26 de marzo, la división estaba estacionada cerca de Marcaltő en Hungría. La lucha continuó durante tres días más. El comandante de división, el Generalmajor Hans-Ulrich Back, resultó herido el 29 de marzo y escapó del cautiverio. La división dejó de existir el 1 de abril de 1945.

## Comandantes
- Generalleutnant Friedrich-Wilhelm von Loeper - 9 de octubre de 1944
- Generalmajor Hans-Ulrich Back - febrero - marzo de 1945